# الأرشيف الوطني الياباني
الأرشيف الوطني الياباني (وكالة حكومية يابانية إدارية مستقلة) (独立行政法人国立公文書館 'Dokuritsu Gyosei Hojin Kokuritsu Kōbunshokan') يحافظ على وثائق الحكومة اليابانية والسجلات التاريخية ويجعلها متاحة للجمهور. على الرغم من أن احترام اليابان لتاريخها وفنها الفريد موثق وموضح جيدًا من خلال مجموعات من الأعمال الفنية والوثائق، إلا أنه لا يوجد تقريبًا أي تقليد للأرشيف. قبل إنشاء الأرشيف الوطني، كان هناك ندرة في الوثائق العامة المتاحة التي تحافظ على سجلات "المنطقة الرمادية"، مثل المصادر الداخلية لإظهار العملية التي تبلغ عن تشكيل سياسة محددة أو وقائع اجتماعات اللجان المختلفة.

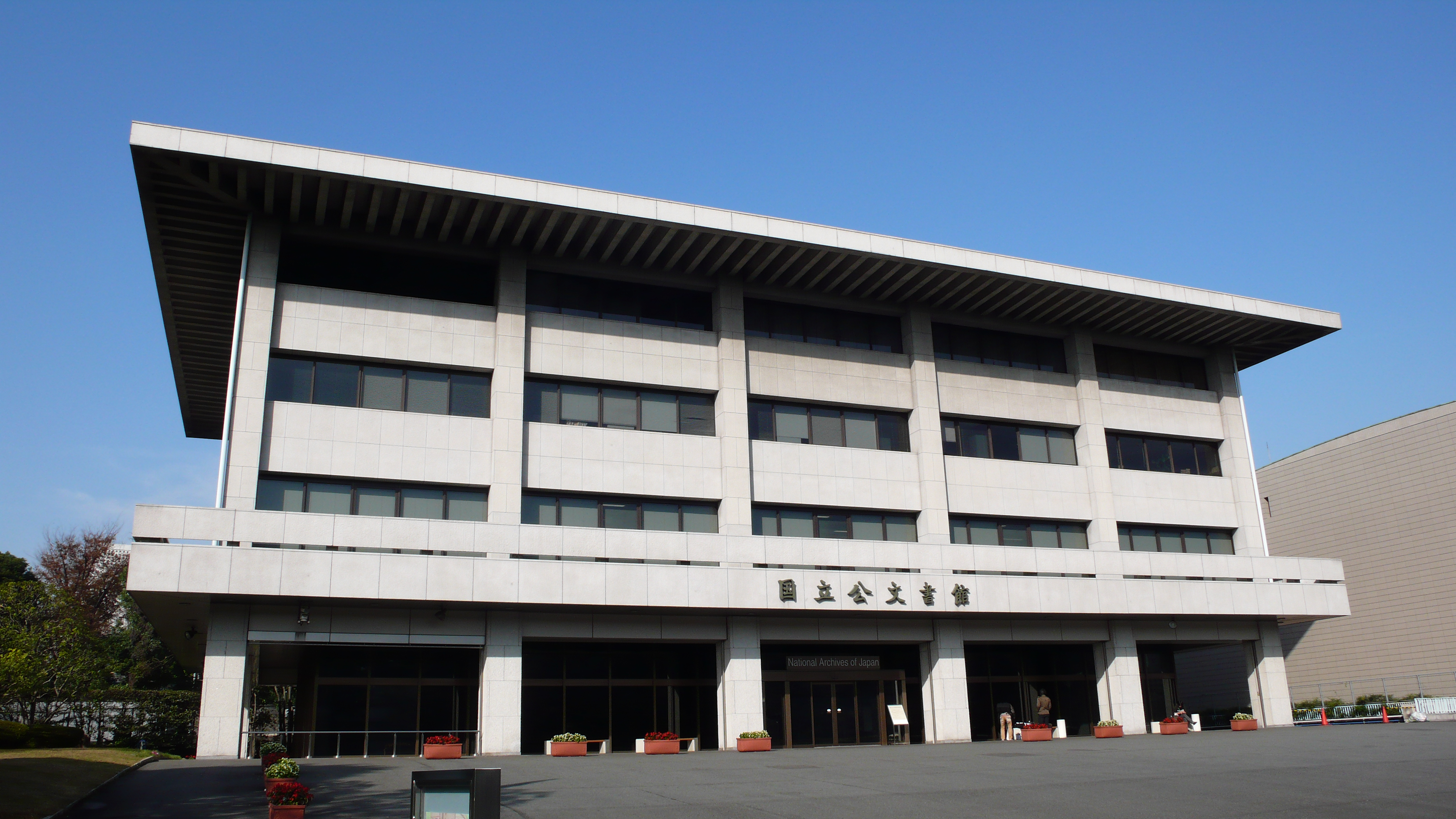
الأرشيف الوطني الياباني، يقع في حي تشيودا في وسط طوكيو.

وفقًا لقانون الأرشيف الوطني الياباني رقم 79 (1999)، فإن الوظيفة الأساسية للحفاظ على "الوثائق والسجلات الحكومية ذات الأهمية كمواد تاريخية" تشمل جميع المواد المتعلقة بـ (1) اتخاذ القرار بشأن البنود المهمة في السياسات الوطنية، و(2) عمليات المداولة أو المناقشة أو التشاور قبل التوصل إلى أي قرار، وعملية إنفاذ السياسات بناءً على القرارات المتخذة. ويتم نقل المواد التي تعتبر ذات أهمية تاريخية من الوزارات والهيئات المختلفة بشكل منتظم وفقاً لخطة النقل التي يعدها ويراجعها رئيس وزراء اليابان لكل سنة مالية. يعد الحفظ والترميم والفهرسة والتصوير المصغر والرقمنة من الجوانب المهمة لمسؤوليات الأرشيف. ومع ذلك، فإن الأرشيف الوطني في طور التحول إلى شيء أكثر من مجرد مستودع تاريخي، لأنه أيضًا عبارة عن مجموعة من الهياكل والعمليات والمعارف التي تقع في نقطة حرجة من التقاطع بين المنح الدراسية والممارسات الثقافية والسياسة والتكنولوجيا.

## أنظر أيضاً
- قائمة الأرشيفات الوطنية
- مكتبة البرلمان الوطني